# George Beauchamp
George Delmetia Beauchamp, född 18 mars 1899, död 30 mars 1941, var en vaudevilleartist, instrumentmakare och uppfinnare och dessutom en av grundarna till National String Instrument Corporation och Rickenbacker.
Beauchamp föddes i Coleman County, Texas. Han uppträdde på varietéer där han spelade fiol och lap steel-gitarr innan han slog sig ned i Los Angeles, Kalifornien. Under 1920-talet experimenterade han med olika sätt att förstärka ljudet från lap steel-gitarrer, elgitarrer, elfioler och med att bygga instrumentförstärkare i allmänhet. 
1925 grundade han tillsammans med bland andra gitarrmakaren John Dopyera företaget National String Instrument Corporation som snabbt blev framgångsrika tillverkare av resonatorgitarrer av Tricone-modell. Efter långvariga meningsskiljaktigheter lämnade Dopyera företaget 1928 för att grunda det konkurrerande företaget Dobro Manufacturing Company.
Beauchamp fortsatte dock arbetet med National en tid tills företaget köptes upp av bröderna Dopyera 1931. Han slog sig då ihop med Dopyeras systerson Paul Barth och Adolph Rickenbacker för att starta företaget Ro-Pat-In (Electro-Patent-Instruments) som blev det första företaget i världen som tillverkade och sålde elförstärkta stränginstrument. Ro-pat-in kom senare att döpas om till Rickenbacker.
Beauchamp tilldelades genom åren en rad patent av stor betydelse för gitarrhistorien:
- 1929: Patent sökt för resonatorgitarr en en kon (Bisquit-modell), patent #1,808,756
- 1934: Patent sökt för elförstärkt lap-steel gitarr (kallad the frying pan), patent #2,089,171
- 1936: Patent sökt för elförstärkt spansk gitarr (kallad electro Spanish guitar)
- 1936: Patent sökt för elförstärkt fiol (kallad electro violin)

Beauchamp dog av en hjärtattack 1941 under ett djuphavsfiske nära Los Angeles och efterlämnade fru och två barn.
Den elektriska lap-steel gitarren tillverkades och såldes av Beuchamps Ro-Pat-In från 1932 och den elektriska gitarren marknadsfördes sannolikt samma år även om kataloger som visar denna gitarr inte är daterade. Beauchamp betraktas ofta som uppfinnare av den moderna elektriska gitarren, men det finns flera utmanare om denna titel.

### Uppfinningar
- Stringed musical instrument Patent US2310199 1943-02-09 (1940-10-14) - Elfiol
- Stringed musical instrument  Patent US2152783 1939-04-04 (1936-06-23) - Svajstall
- Stringed musical instrument  Patent US2130174 1938-09-13 (1936-01-14) - Elfiol
- Electrical stringed musical instrument  Patent US2089171 1937-08-10 (1934-06-02) - Elgitarr, "the frying pan"
- Stringed musical instrument  Patent US1808757 1931-06-09 (1930-01-21) - resonatorgitarr med en ljudkon
- Stringed musical instrument  Patent US1808756 1931-06-09  (1929-03-11) - resonatorgitarr med en ljudkon
- Pick for stringed musical instruments  Patent US1787136 1930-12-30 (1928-06-30) - Tumplektrum